# Monte Video (Trinidad y Tobago)
Monte Video es una localidad de Trinidad y Tobago, que forma parte de la región de Sangre Grande.

## Geografía
La localidad abarca parte de la isla Trinidad y limita al norte con el mar Caribe, al sur con Salybia Village y Balandra, al este con San Souci y al oeste con Grand Riviere.

## Demografía
Datos demográficos de la localidad de Monte Video:
| Gráfica de evolución demográfica de Monte Video entre 2000 y 2011 |
|                                                                   |